# Osfradio
Los Osfradios (gr. osphra-ὀσφραίνω, "percibir un olor" + -d-gr. + -io(n)gr) son órganos olfativos protuberantes típicos de los moluscos. Se encargan del olfato mediante los quimiorreceptores, para poder obtener una fuente de alimento o sentido de orientación (órgano sensorial)
Agrupación de (quimiorreceptores) altamente involucrados en la búsqueda de alimento, son capaces de captar información química en el medio que lo rodea, especialmente el cieno, en busca de posibles alimentos.